# Серафим Скарулис
Серафим (на гръцки: Σεραφείμ) е гръцки духовник, митрополит на Цариградската патриаршия.

## Биография
Роден е със светското име Скарулис (Σκαρούλης) в 1852 година на остров Калимнос. Служи като дякон в Лернийската епископия при епископ Макарий (1870 - 1875). Завършва Халкинската семинария в 1880 г. Веднага след това патриарх Йоаким III Константинополски го взима да работи във Вселенската патриаршия във Фенер. На 24 май 1881 г. е ръкоположен за презвитер и заминава за Света гора, а на следващата година е изпратен в Москва, Русия като игумен на тамошния метох на Вселенската патриаршия. В 1893 година се връща на Калимнос и живее като светски човек. В 1895 година се установява в Цариград. На 4 май 1900 г. е избран и на 14 май 1900 година ръкоположен за сисанийски митрополит в патриаршеската катедрала „Свети Георги“. Ръкополагането е извършено от митрополит Антим Амасийски в съслужение с митрополитите Константий Силиврийски, Гервасий Корчански, Доротей Гревенски, Йоан Лероски и Дионисий Елевтеруполски. Серафим остава в Сятища до 1909 г. В Сятища Серфим се сблъсква с румънската пропаганда в Кримини и Цотилско и откровено използва термина румънци по отношение на румънеещите се власи. Във Влашка Блаца позволява да се построи българска килия в „Свети Пантелеймон“ с надпис на български.
На 14 май 1909 г. е прехвърлен в митрополията на Ганос и Хора, където остава до смъртта си на 29 юли 1913 г., 30 юли 1913 г., 31 юли 1913 г. или в 1914 г.
На 1 юли 1910 година Серафим е избран за сервийски и кожански митрополит, но не приема назначението.
Името му носи улица в Сятища.